# Laidian
Laidian (kinesiska: 赖店) är en köping i sydöstra Kina. Den ligger i Xianyou härad i staden Putian i provinsen Fujian, omkring 100 kilometer sydväst om provinshuvudstaden Fuzhou. Antalet invånare är 53 711. Befolkningen består av 27 116 kvinnor och 26 595 män. Barn under 15 år utgör 19,0 %, vuxna 15-64 år 71 %, och äldre över 65 år 9,0 %.